# John Hamilton, 1:e markis av Hamilton
John Hamilton, 1:e markis av Hamilton, född omkring 1535, död den 26 april 1604, var en skotsk ädling, son till James Hamilton, 2:e earl av Arran, bror till James Hamilton, 3:e earl av Arran och Claud Hamilton, 1:e lord Paisley.
Hamilton deltog, sedan hans gods indragits till kronan till följd av hans partitagande för Maria Stuart, i komplotten mot regenten Moray. Han blev vid faderns död 1575 närmaste tronarvinge, då hans äldre bror var vansinnig, och försonade sig då med släkten Douglas. År 1579 blev han dock ånyo åtalad för delaktighet i regentmorden, flydde då till Frankrike, men återvände hem 1585, togs till nåder av Jakob VI och återfick släktgodsen. Han var sedan alltjämt lojal mot Jakob, anförde 1588 den friarambassad konungen sände till Danmark och upphöjdes 1599 till markis av Hamilton.